# Paria di Gran Bretagna
La  parìa di Gran Bretagna comprende tutti i pari creati nell'ambito del Regno di Gran Bretagna dopo l'Act of Union del 1707 ma prima dell'Act of Union del 1800. Esso difatti rimpiazzò il sistema della parìa del regno d'Inghilterra e del regno di Scozia, sino a quando non venne rimpiazzato dal sistema della parìa del Regno Unito nel 1801.

## Duchi
| Titolo                 | Creazione | Altri titoli                           |
| ---------------------- | --------- | -------------------------------------- |
| Duca di Brandon        | 1711      | Duca di Hamilton nella parìa di Scozia |
| Duca di Manchester     | 1719      |                                        |
| Duca di Northumberland | 1766      |                                        |

## Marchesi
| Titolo                 | Creazione | Altri titoli                                    |
| ---------------------- | --------- | ----------------------------------------------- |
| Marchese di Rockingham | 1746      |                                                 |
| Marchese di Lansdowne  | 1784      |                                                 |
| Marchese Townshend     | 1787      |                                                 |
| Marchese di Stafford   | 1786      | Duca di Sutherland nella parìa del Regno unito; |
| Marchese di Salisbury  | 1789      |                                                 |
| Marchese di Bath       | 1789      | Visconte Weymouth nella parìa d'Inghilterra;    |
| Marchese di Abercorn   | 1790      | Duca di Abercorn nella parìa d'Irlanda          |
| Marchese di Hertford   | 1793      |                                                 |
| Marchese di Bute       | 1796      |                                                 |

## Conti
| Titolo                         | Creazione  | Altri titoli                                                                            |
| ------------------------------ | ---------- | --------------------------------------------------------------------------------------- |
| Conte Ferrers                  | 1711       |                                                                                         |
| Conte di Dartmouth             | 1711       |                                                                                         |
| Conte di Bristol               | 1714       | Marchese di Bristol nella parìa del Regno Unito                                         |
| Conte di Tankerville           | 1714       |                                                                                         |
| Conte di Aylesford             | 1714       |                                                                                         |
| Conte di Macclesfield          | 1721       |                                                                                         |
| Conte Graham                   | 1722       | Duca di Montrose nella parìa di Scozia                                                  |
| Conte Waldegrave               | 1729       |                                                                                         |
| Conte di Harrington            | 1742       |                                                                                         |
| Conte di Portsmouth            | 1743       |                                                                                         |
| Conte Brooke e di Warwick      | 1746; 1759 |                                                                                         |
| Conte di Buckinghamshire       | 1746       |                                                                                         |
| Conte di Guilford              | 1752       |                                                                                         |
| Conte di Hardwicke             | 1754       |                                                                                         |
| Conte di Ilchester             | 1756       |                                                                                         |
| Conte De La Warr               | 1761       |                                                                                         |
| Conte di Radnor                | 1765       |                                                                                         |
| Conte Spencer                  | 1765       |                                                                                         |
| Conte Bathurst                 | 1772       |                                                                                         |
| Conte di Hillsborough          | 1772       | Marchese di Downshire nella parìa d'Irlanda                                             |
| Conte di Ailesbury             | 1776       | Marchese di Ailesbury nella parìa del Regno Unito                                       |
| Conte di Clarendon             | 1776       |                                                                                         |
| Conte di Mansfield e Mansfield | 1776; 1792 |                                                                                         |
| Conte di Abergavenny           | 1784       | Marchese di Abergavenny nella parìa del Regno Unito                                     |
| Conte di Uxbridge              | 1784       | Marchese di Anglesey nella parìa del Regno Unito                                        |
| Conte Talbot                   | 1784       | Conte di Shrewsbury nella parìa d'Inghilterra; Conte di Waterford nella parìa d'Irlanda |
| Conte Grosvenor                | 1784       | Duca di Westminster nella parìa del Regno Unito                                         |
| Conte Camden                   | 1786       | Marchese Camden nella parìa del Regno Unito                                             |
| Conte di Mount Edgcumbe        | 1789       |                                                                                         |
| Conte Fortescue                | 1789       |                                                                                         |
| Conte di Carnarvon             | 1793       |                                                                                         |
| Conte Cadogan                  | 1800       |                                                                                         |
| Conte di Malmesbury            | 1800       |                                                                                         |

## Visconti
| Titolo                         | Creazione  | Altri titoli                                  |
| ------------------------------ | ---------- | --------------------------------------------- |
| Visconte Bolingbroke e St John | 1712; 1716 |                                               |
| Visconte Cobham                | 1718       |                                               |
| Visconte Falmouth              | 1720       |                                               |
| Visconte Torrington            | 1721       |                                               |
| Visconte Leinster              | 1747       | Duca di Leinster nella parìa d'Irlanda        |
| Visconte Hood                  | 1796       |                                               |
| Visconte Lowther               | 1796       | Conte di Lonsdale nella parìa del Regno Unito |

## Baroni
| Titolo                 | Creazione  | Altri titoli                                                                                      |
| ---------------------- | ---------- | ------------------------------------------------------------------------------------------------- |
| Lord Middleton         | 1711       |                                                                                                   |
| Lord Boyle             | 1711       | Conte di Cork e Orrery nella parìa d'Irlanda                                                      |
| Lord Hay               | 1711       | Conte di Kinnoull nella parìa di Scozia                                                           |
| Lord Onslow            | 1716       | Conte di Onslow nella parìa del Regno Unito                                                       |
| Lord Romney            | 1716       | Conte di Romney nella parìa del Regno Unito                                                       |
| Lord Newburgh          | 1716       | Marchese di Cholmondeley nella parìa del Regno Unito                                              |
| Lord Walpole e Walpole | 1723; 1756 |                                                                                                   |
| Lord King              | 1725       | Conte di Lovelace nella parìa del Regno Unito                                                     |
| Lord Monson            | 1728       |                                                                                                   |
| Lord Bruce             | 1746       | Marchese di Ailesbury nella parìa del Regno Unito                                                 |
| Lord Ponsonby          | 1749       | Conte di Bessborough nella parìa d'Irlanda                                                        |
| Lord Vere              | 1750       | Duca di St Albans nella parìa d'Inghilterra                                                       |
| Lord Scarsdale         | 1761       | Visconte Scarsdale nella parìa del Regno Unito                                                    |
| Lord Boston            | 1761       |                                                                                                   |
| Lord Pelham            | 1762       | Conte di Chichester nella parìa del Regno Unito                                                   |
| Lord Lovel e Holland   | 1762       | Conte di Egmont nella parìa d'Irlanda                                                             |
| Lord Vernon            | 1762       |                                                                                                   |
| Lord Ducie             | 1763       | Conte di Ducie nella parìa del Regno Unito                                                        |
| Lord Digby             | 1765       | Lord Digby nella parìa d'Irlanda                                                                  |
| Lord Sundridge         | 1766       | Duca di Argyll nella parìa di Scozia e del Regno Unito                                            |
| Lord Hawke             | 1776       |                                                                                                   |
| Lord Brownlow          | 1776       |                                                                                                   |
| Lord Harrowby          | 1776       | Conte di Harrowby nella parìa del Regno Unito                                                     |
| Lord Foley             | 1776       |                                                                                                   |
| Lord Cranley           | 1776       | Conte di Onslow nella parìa del Regno Unito                                                       |
| Lord Dynevor           | 1780       |                                                                                                   |
| Lord Walsingham        | 1780       |                                                                                                   |
| Lord Bagot             | 1780       |                                                                                                   |
| Lord Southampton       | 1780       |                                                                                                   |
| Lord Grantley          | 1782       |                                                                                                   |
| Lord Rodney            | 1782       |                                                                                                   |
| Lord Eliot             | 1784       | Conte di St Germans nella parìa del Regno Unito                                                   |
| Lord Somers            | 1784       |                                                                                                   |
| Lord Boringdon         | 1784       | Conte di Morley nella parìa del Regno Unito                                                       |
| Lord Tyrone            | 1786       | Marchese di Waterford nella parìa d'Irlanda                                                       |
| Lord Carleton          | 1786       | Conte di Shannon nella parìa d'Irlanda                                                            |
| Lord Suffield          | 1786       |                                                                                                   |
| Lord Heathfield        | 1787       |                                                                                                   |
| Lord Kenyon            | 1788       |                                                                                                   |
| Lord Howe              | 1788       | Conte Howe nella parìa del Regno Unito                                                            |
| Lord Braybrooke        | 1788       |                                                                                                   |
| Lord Fisherwick        | 1790       | Marchese di Donegall nella parìa d'Irlanda                                                        |
| Lord Verulam           | 1790       | Conte di Verulam nella parìa del Regno Unito                                                      |
| Lord Gage              | 1790       | Visconte Gage nella parìa d'Irlanda                                                               |
| Lord Thurlow           | 1792       |                                                                                                   |
| Lord Auckland          | 1793       | Lord Auckland nella parìa d'Irlanda                                                               |
| Lord Bradford          | 1794       | Conte di Bradford nella parìa del Regno Unito                                                     |
| Lord Dundas            | 1794       | Marchese di Zetland nella parìa del Regno Unito                                                   |
| Lord Mendip            | 1794       | Conte di Normanton nella parìa d'Irlanda                                                          |
| Lord Mulgrave          | 1794       | Marchese di Normanby nella parìa del Regno Unito                                                  |
| Lord Yarborough        | 1794       | Conte di Yarborough nella parìa del Regno Unito                                                   |
| Lord Loughborough      | 1795       | Conte di Rosslyn nella parìa del Regno Unito                                                      |
| Lord Rous              | 1796       | Conte di Stradbroke nella parìa del Regno Unito                                                   |
| Lord Stuart            | 1796       | Conte di Moray nella parìa di Scozia                                                              |
| Lord Stewart           | 1796       | Conte di Galloway nella parìa di Scozia                                                           |
| Lord Harewood          | 1796       | Conte di Harewood nella parìa del Regno Unito                                                     |
| Lord Cawdor            | 1796       | Conte Cawdor nella parìa del Regno Unito                                                          |
| Lord Carrington        | 1797       | Lord Carrington nella parìa d'Irlanda; Lord Carington di Upton a vita nella parìa del Regno Unito |
| Lord Bolton            | 1797       |                                                                                                   |
| Lord Minto             | 1797       | Conte di Minto nella parìa del Regno Unito                                                        |
| Lord Lilford           | 1797       |                                                                                                   |
| Lord Wodehouse         | 1797       | Conte di Kimberley nella parìa del Regno Unito                                                    |
| Lord Eldon             | 1799       | Conte di Eldon nella parìa del Regno Unito                                                        |